# Aurore Clément
Aurore Clément (Soissons, 12 oktober 1945) is een Franse actrice. 

## Leven en werk

### Afkomst en opleiding
Aurore Clément werd kort na de Tweede Wereldoorlog geboren in een eenvoudig gezin. Na het overlijden van haar vader moest ze op zeventienjarige leeftijd haar middelbare schoolopleiding stopzetten om te gaan werken in de fabriek waar haar vader had gewerkt, om zo haar familie financieel te ondersteunen. Enkele jaren later, nadat haar jongere zus bij een ongeval was omgekomen, verliet ze haar geboortestreek. Vastberaden om een covermodel en mannequin in Parijs te worden, slaagde ze er na enige tijd in haar doel te bereiken. Modetijdschriften plaatsten haar op hun voorpagina's.

### Debuut
Ze werd opgemerkt door Louis Malle toen ze op de cover van Elle stond. Malle bood haar de rol aan van een jonge joodse vrouw die verliefd wordt op een collaborerende adolescent in het controversiële maar succesvolle Tweede Wereldoorlogsdrama Lacombe Lucien (1974).

### Beginjaren in de tweede helft van de jaren zeventig
Later werd haar delicate elegantie gewaardeerd en benut door stijlvolle Italiaanse filmmakers zoals Mario Monicelli (die haar drie keer castte), Dino Risi, Elio Petri en Giuliano Montaldo.
In diezelfde periode werden Franse regisseurs zoals Yves Boisset en Pierre Schoendoerffer aangetrokken door haar zachte uitstraling in het voornamelijk mannelijke universum van de dramatische politiefilm Le Juge Fayard dit Le Shériff (1977), waarin ze de vriendin van hoofdrolspeler Patrick Dewaere speelde, en in het maritieme drama Le Crabe-tambour (1977), waarin ze een verpleegster vertolkte.
In die beginjaren begon Clément ook een langdurige samenwerking met de jonge Belgische regisseur Chantal Akerman, vanaf Les Rendez-vous d'Anna (1978), en werd ze een van haar favoriete acteurs. In dit autobiografische drama speelde ze een filmmaakster die voortdurend onderweg is en allerlei mensen ontmoet. Onder Akerman's regie verscheen ze nog in vijf andere films.
In het Vietnamoorlogsdrama Apocalypse Now (1979) werden onder andere 'haar' scènes door regisseur Francis Ford Coppola uit de montage geknipt. Deze scènes speelden zich af op een plantage van rijke Franse kolonisten, waar Clément de betoverende en enigmatische vrouw van de plantage-eigenaar belichaamde. Deze scènes werden later geïntegreerd in het verhaal van Apocalypse Now Redux, de uitgebreide versie van het origineel die in 2001 werd uitgebracht.

### Jaren tachtig
In de jaren tachtig ontwikkelde Clément zich verder in rollen in auteursfilms. Ze verscheen maar liefst drie keer in het universum van Chantal Akerman. Zowel Akermans Toute une nuit (1982) als Michel Soutters L'Amour des femmes (1981) behandelden de relaties tussen vrouwen en mannen. In 1982 was ze ook te zien in twee films die werden vertoond op het Filmfestival van Cannes. Les Fantômes du chapelier van nouvelle vague-cineast Claude Chabrol en gebaseerd op de roman van Georges Simenon, was een duister drama waarin ze de rol van een prostituee vertolkte, het laatste slachtoffer van de mysterieuze hoedenmaker uit de titel. In de intrigerende roadmovie Invitation au voyage kruiste ze het pad van een jongeman die het lijk van zijn overleden zus op het dak van zijn auto meeneemt, verstopt in de hoes van een contrabas.
In het Spaanse drama El Sur  (1983) ontdekt een meisje dat haar bewonderde vader een relatie heeft gehad met een andere vrouw (Clément).
Na Apocalypse Now speelde Clément in nog een moderne klassieker die bekroond werd met de Gouden Palm, net als Coppola's Vietnamfilm: in Wim Wenders' internationale coproductie Paris, Texas (1984) vertolkte ze de rol van de schoonzus van het mysterieuze hoofdpersonage dat lijdt aan geheugenverlies en op zoek is naar zijn vrouw.
Twee opmerkelijke films uit de rustigere tweede helft van de jaren tachtig waren het drama Mosca addio (Mauro Bolognini), waarin ze de zus speelde van een Russisch-Joodse wetenschapper die naar een Goelagkamp werd verbannen, en de komedie Comédie d'amour (1989), waarin ze de rol vertolkte van Marie Dormoy, een vertaalster en kunstcritica die een liefdesrelatie had met de oudere schrijver Paul Léautaud (Michel Serrault).

### Bijrollen, vooral als moeder
Vanaf de jaren negentig werd Clément voornamelijk gecast in bijrollen.
Ze werkte graag samen met sterke onafhankelijke persoonlijkheden, waaronder de eerder genoemde Coppola, Akerman en Wenders. Ze voegde zich ook bij Serge Gainsbourg (in zijn laatste film Stan the Flasher), Harry Kümel (in zijn laatste film Eline Vere), Anne-Marie Miéville (de derde en laatste levensgezellin van Jean-Luc Godard, 2 films), Laetitia Masson (5 films), Sofia Coppola, Arnaud des Pallières, Bertrand Bonello, Anne Le Ny en François Ozon.
Vanaf het einde van de jaren negentig zette ze haar acteertalent graag in dienst van de jongere generatie filmregisseurs, waaronder Olivier Jahan, Guillaume Nicloux, Yvan Attal, Karin Albou en Arnaud Viard.
Dit weerhield haar er niet van om, vooral vanaf de jaren 2000, ook in succesvolle films te verschijnen, zoals Jet Set (2000), Tanguy (2001) en Marie Antoinette (2006) waarin ze de moeder vertolkte van Lodewijk Filips I van Frankrijk, de laatste Franse koning.
Opmerkelijk genoeg werd Clément al vrij vroeg en vaak gecast als moederfiguur. Zo speelde ze in 1993 al de moeder van Marie Gillain (in het drama Marie). Ze verscheen ook als moeder van hoofdrolspelers zoals Margherita Buy (in Monicelli's Facciamo paradiso, 1995), Sandrine Kiberlain (in Masson's drama Love Me, 2000), Marie Trintignant (in het drama  Ce qu'ils imaginent, 2004), Sylvie Testud (in Akerman's komedie Demain on déménage, 2004), Benoît Magimel (in Chabrols thriller La Demoiselle d'honneur, 2004), Mathieu Amalric (in Bonello's drama De la guerre, 2008), Clémence Poésy (in de romantische komedie Pièce montée, 2010), Philippe Katerine (in de komedie Je suis un no man's land, 2011) en Vanessa Paradis (in Le Ny's drama Cornouaille, 2012).
Tussen 2014 en 2023 werden een aantal gerenommeerde regisseurs aangetrokken door haar talenten: François Ozon voor zijn tragikomedie Une nouvelle amie (waarin Clément de schoonmoeder vertolkte van Romain Duris die de titelrol voor zijn rekening nam), Luca Guadagnino voor A Bigger Splash, Mathieu Amalric voor zijn veelvuldig met Césars gelauwerde genomineerde dramatische biopic Barbara (waarin Clément de moeder speelde van zangeres Barbara), Patrice Leconte voor zijn op een roman van Georges Simenon gebaseerde misdaadfilm Maigret en Dany Boon voor zijn komedie La Vie pour de vrai.

### Privéleven
In 1978 ontmoette Clément de Amerikaanse production designer Dean Tavoularis op de set van Apocalypse Now in de Filipijnen. Ze trouwden in 1986. Door haar huwelijk bracht ze haar tijd afwisselend door in de Verenigde Staten en Frankrijk, wat verklaart waarom ze vaak rollen heeft moeten weigeren.

## Filmografie (ruime selectie)
- 1974 - Lacombe Lucien (Louis Malle)
- 1976 - Caro Michele (Mario Monicelli)
- 1976 - L'Agnese va a morire (Giuliano Montaldo)
- 1977 - Le Juge Fayard dit Le Shériff (Yves Boisset)
- 1977 - Le Crabe-tambour (Pierre Schoendoerffer)
- 1978 - Les Rendez-vous d'Anna (Chantal Akerman)
- 1979 - Apocalypse Now (Francis Ford Coppola)
- 1979 - Caro papà (Dino Risi)
- 1979 - Buone notizie (Elio Petri)
- 1979 - Viaggio con Anita (Mario Monicelli)
- 1981 - L'Amour des femmes (Michel Soutter)
- 1982 - Invitation au voyage (Peter Del Monte)
- 1982 - Les Fantômes du chapelier (Claude Chabrol)
- 1982 - Toute une nuit (Chantal Akerman)
- 1983 - El Sur (Víctor Erice)
- 1983 - Les Années 80 (Chantal Akerman)
- 1984 - Lettre d'une cinéaste (Chantal Akerman)
- 1984 - Le Livre de Marie (Anne-Marie Miéville) (korte film)
- 1984 - Paris, Texas (Wim Wenders)
- 1985 - Festa di laurea (Pupi Avati)
- 1987 - Mosca addio (Mauro Bolognini)
- 1989 - Comédie d'amour (Jean-Pierre Rawson)
- 1990 - Stan the Flasher (Serge Gainsbourg)
- 1991 - Eline Vere (Harry Kümel)
- 1993 - Marie (Marian Handwerker)
- 1995 - Facciamo paradiso (Mario Monicelli)
- 1996 - Mon homme (Bertrand Blier)
- 1998 - Nous sommes tous encore ici (Anne-Marie Miéville)
- 1998 - À vendre (Laetitia Masson)
- 2000 - Love Me (Laetitia Masson)
- 2000 - La Captive (Chantal Akerman)
- 2000 - Jet Set (Fabien Onteniente)
- 2000 - Faites comme si je n'étais pas là (Olivier Jahan)
- 2001 - Tanguy (Étienne Chatiliez)
- 2002 - Une affaire privée (Guillaume Nicloux)
- 2002 - La Repentie (Laetitia Masson)
- 2002 - Les Âmes câlines (Thomas Bardinet)
- 2003 - Bon Voyage (Jean-Paul Rappeneau)
- 2004 - Adieu (Arnaud des Pallières)
- 2004 - Ce qu'ils imaginent (Anne Théron)
- 2004 - Demain on déménage (Chantal Akerman)
- 2004 - Ils se marièrent et eurent beaucoup d'enfants (Yvan Attal)
- 2004 - La Demoiselle d'honneur (Claude Chabrol)
- 2005 - La Petite Jérusalem (Karin Albou)
- 2006 - Marie Antoinette (Sofia Coppola)
- 2006 - Mon frère se marie (Jean-Stéphane Bron)
- 2008 - De la guerre (Bertrand Bonello)
- 2010 - Pièce montée (Denys Granier-Deferre)
- 2011 - Je suis un no man's land (Thierry Jousse)
- 2012 - L'Hiver dernier (John Shank)
- 2012 - Cornouaille (Anne Le Ny)
- 2014 - Une nouvelle amie (François Ozon)
- 2015 - A Bigger Splash (Luca Guadagnino)
- 2017 - Barbara (Mathieu Amalric)
- 2019 - Je voudrais que quelqu'un m'attende quelque part (Arnaud Viard)
- 2022 - Maigret (Patrice Leconte)
- 2023 - La Vie pour de vrai (Dany Boon)

- Biblioteca Nacional de España: XX1793400
- Catàleg d'autoritats de noms i títols de Catalunya: 981058509409806706
- Gemeinsame Normdatei: 130171913
- International Standard Name Identifier: 0000 0001 1804 7462
- Library of Congress Control Number: no94037890
- MusicBrainz: 57d78d8a-5c80-4042-8bad-e1495bab5635
- Nationale Bibliotheek van Tsjechië: xx0152271
- Nationale Bibliotheek van Israël: 987007437773405171
- Nederlandse Thesaurus van Auteursnamen: 244172501
- SNAC: w6283z38
- Système universitaire de documentation: 069000123
- Virtual International Authority File: 117998927
- WorldCat: E39PBJqw8rq7P3Wj4y87dWXjmd